# Das Andere Heimatmuseum
Das Andere Heimatmuseum wurde 1996 in Schloss Lind, in Sankt Marein bei Neumarkt in Österreich gegründet. Es widmet sich der jüngeren Zeitgeschichte und will dabei auch verdrängte Aspekte der österreichischen Identität darstellen. So ist in den Ausstellungen unter anderem ein Erinnerungsmal für das im Schloss untergebrachte KZ-Außenlager enthalten. Das Außenlager wurde wie das im Stift St. Lambrecht von SS-Obersturmbannführer Hubert Erhart verwaltet und unterstand ab Juni 1942 organisatorisch dem Konzentrationslager Dachau und ab dem 20. November des gleichen Jahres dem KZ Mauthausen. Das Museum wurde initiiert von dem Künstler Aramis, der seit 1994 in dem restaurierungsbedürftigen Schloss lebte, und dort seine Kunstinstallationen im Zusammenhang mit dem Ausstellungskonzept zeigt. In den Sommermonaten finden darüber hinaus Sonderausstellungen statt, so 2006 zu dem Thema „Alpenländische Identitäten – Lieben in einem kalten Land II“.

## Namensgebung und Ausstellungskonzept
Das Andere Heimatmuseum erzählt nicht nostalgische oder romantisch verklärte Geschichten vom Landleben, sondern zeigt, Zitat: Die heimatliche Schattseite mit den braunen Flecken im Schnee von gestern. Das Museum behandelt das Leben der Armen, Mägde und Knechte, der unmündig Gehaltenen. Dabei wird in der Präsentation auf modische, architektonisch ausufernde Elemente weitgehend verzichtet. Die historischen Objekte werden nicht in Beton-, Stahl- oder Glaskonstruktionen isoliert, sondern stehen dem Betrachter ungeschützt gegenüber. Das seit dem Kriegsende dem Verfall preisgegebene Schloss gibt den passenden Rahmen, um das künstlerische Anliegen unmittelbar auf den Besucher wirken zu lassen.

## Position und Abgrenzungen
„Anderes Heimatmuseum“ meint auch ein kritisches (unterscheidendes) Verhältnis zu anderen gegenwärtigen offiziellen Auffassungen über die Rezeption von Heimat, wie z. B. Europa der Regionen, Regionale Identität, Heimatwerbung, Naturpark. Hierzu werden verschiedene Formen der Annäherung gewählt. Sonderausstellungen mit Publikationen, Theater, Konzerten, Tanz, Lesungen, Filmen und Seminaren ergänzen die Grundinstallation und zeigen neue Aspekte auf. Immer wieder wird Kunst in der Landschaft inszeniert und über sogenannte Feldstationen wie Stadl, Burgruine und Schloss geführt.